# Sphoeroides pachygaster
Sphoeroides pachygaster е вид лъчеперка от семейство Tetraodontidae. Видът не е застрашен от изчезване.

## Разпространение и местообитание
Разпространен е в Австралия, Албания, Алжир, Американска Самоа, Американски Вирджински острови, Ангола, Ангуила, Асенсион и Тристан да Куня, Бахамски острови, Белиз, Бенин, Бразилия, Британски Вирджински острови, Вануату, Виетнам, Габон, Гамбия, Гана, Гватемала, Гвиана, Гвинея, Гвинея-Бисау, Гибралтар, Гренада, Гуам, Демократична република Конго, Египет, Екваториална Гвинея, Западна Сахара, Израел, Индонезия, Ирландия, Кабо Верде, Камбоджа, Камерун, Канада, Кения, Кирибати (Лайн и Феникс), Китай, Колумбия, Коморски острови, Коста Рика, Куба, Либия, Мавритания, Мавриций, Мадагаскар, Майот, Малайзия, Малки далечни острови на САЩ (Атол Джонстън, Остров Бейкър, Уейк и Хауленд), Малта, Мароко, Маршалови острови, Мексико, Микронезия, Мозамбик, Монако, Намибия, Науру, Нигерия, Никарагуа, Ниуе, Нова Зеландия, Нова Каледония, Остров Норфолк, Остров Света Елена, Острови Кук, Палау, Панама, Папуа Нова Гвинея, Параселски острови, Питкерн, Португалия (Азорски острови и Мадейра), Провинции в КНР, Пуерто Рико, Самоа, Сао Томе и Принсипи, САЩ (Хавайски острови), Северни Мариански острови, Сейшели, Сенегал, Сиера Леоне, Сингапур, Синт Мартен, Соломонови острови, Сомалия, Острови Спратли, Суринам, Сърбия, Тайван, Тайланд, Танзания, Того, Токелау, Тонга, Тринидад и Тобаго, Тувалу, Уолис и Футуна, Уругвай, Фиджи, Филипини, Франция, Френска Гвиана, Френска Полинезия, Хондурас, Хърватия, Черна гора, Южна Африка, Южна Корея и Япония.
Среща се на дълбочина от 40 до 2543 m, при температура на водата от 3,1 до 23,4 °C и соленост 33,3 – 38 ‰.

## Описание
На дължина достигат до 40,5 cm.